# Microtus longicaudus
Microtus longicaudus es una especie de roedor de la familia Cricetidae.

## Distribución geográfica
Se encuentra al oeste de Norteamérica (en Alaska hasta California). 